# Amblythyreus
Amblythyreus is een geslacht van wantsen uit de familie van de Reduviidae (Roofwantsen). Het geslacht werd voor het eerst wetenschappelijk beschreven door John Obadiah Westwood in 1841.

## Soorten
Het genus bevat de volgende soorten:

- Amblythyreus angustus (Westwood, 1842)
- Amblythyreus chapa Kormilev, 1962
- Amblythyreus esakii Maa & Lin, 1956
- Amblythyreus fasciatus (Dudich, 1922)
- Amblythyreus gestroi Handlirsch, 1897
- Amblythyreus intermedius Handlirsch, 1897
- Amblythyreus izzardi Kormilev, 1962
- Amblythyreus martini Handlirsch, 1899
- Amblythyreus oberthueri Handlirsch, 1899
- Amblythyreus potaninae (Bianchi, 1899)
- Amblythyreus quadratus (Westwood, 1841)
- Amblythyreus rectus Maa & Lin, 1956
- Amblythyreus rhombiventris (Westwood, 1841)
- Amblythyreus stalii Handlirsch, 1897
- Amblythyreus taiwanus Sonan, 1935